# Luiz Adriano
Luiz Adriano de Souza da Silva (nascut el 12 d'abril 1987), o, simplement, Luiz Adriano, és un futbolista brasiler que juga per al club Milà com a davanter.